# Supertaça Cândido de Oliveira 1995
La Supertaça Cândido de Oliveira 1995 è stata la 17ª edizione di tale edizione, l'annuale incontro di apertura della stagione calcistica portoghese che vede di fronte i vincitori della Primeira Divisão della stagione precedente e della Taça de Portugal (o la finalista di quest'ultima in caso il vincitore di campionato e coppa coincidano).
Nella Supercoppa del 1995 si affrontarono il Porto (campione della Primeira Divisão 1994-95) e lo Sporting Lisbona, detentore della Taça de Portugal.
Il primo incontro allo Stadio Alvalade di Lisbona termina con un pareggio senza reti. Anche al ritorno allo Stadio das Antas le squadre si dividono la posta in palio e impattano 2-2.
Nel match decisivo di ripetizione, giocato nell'aprile 1996 al Parco dei Principi di Parigi, lo Sporting si impone 3-0 e conquista il suo terzo successo in Supercoppa portoghese.

## Tabellini

### Andata
| Lisbona 6 agosto 1995 | Sporting Lisbona  | 0 – 0 referto | Porto | Stadio José Alvalade\| Arbitro: \| Ferreira (Leiria) \| |
| Arbitro:              | Ferreira (Leiria) |               |       |                                                         |

| Sporting CP | Porto |

#### Formazioni
| Sporting Lisbona |    |                   |          |     |
|                  |    |                   |          |     |
| P                | 1  | Luís Vasco        |          |     |
| D                | 2  | Fernando Nélson   |          |     |
| D                | 3  | Noureddine Naybet | 23’      |     |
| D                | 5  | Marco Aurélio     |          |     |
| D                | 6  | Budimir Vujačić   |          |     |
| C                | 4  | Oceano            | 4’       | 57’ |
| C                | 8  | Pedro Martins     | 15’, 85’ |     |
| C                | 16 | Roberto Assis     | 28’      |     |
| A                | 7  | Ricardo Sá Pinto  | 34’      |     |
| A                | 11 | Jorge Cadete      | 4’       | 67’ |
| A                | 14 | Emmanuel Amunike  | 52’      |     |
| A disposizione:  |    |                   |          |     |
| P                | 24 | Tiago Ferreira    |          |     |
| C                | 13 | Luís Vidigal      |          |     |
| C                | 22 | José Dominguez    |          |     |
| C                | 23 | Pedro Barbosa     |          | 57’ |
| A                | 28 | Ahmed Ouattara    |          | 67’ |
| Allenatore:      |    |                   |          |     |
| Carlos Queiroz   |    |                   |          |     |

| Porto           |    |                     |          |     |
|                 |    |                     |          |     |
| P               | 12 | Silvino             |          |     |
| D               | 7  | Carlos Secretário   |          |     |
| D               | 4  | Aloísio             |          |     |
| D               | 22 | Jorge Costa         | 4’       |     |
| D               | 3  | Rui Jorge           | 58’      |     |
| C               | 20 | Paulinho Santos     |          |     |
| C               | 23 | Emerson             | 15’, 15’ |     |
| C               | 6  | Péter Lipcsei       |          |     |
| A               | 21 | Edmilson            |          | 79’ |
| A               | 30 | António Folha       |          |     |
| A               | 9  | Domingos            |          | 66’ |
| A disposizione: |    |                     |          |     |
| P               | 24 | Vítor Nóvoa         |          |     |
| D               | 2  | João Pinto          |          |     |
| D               | 5  | Zé Carlos           |          |     |
| C               | 8  | Rui Barros          |          | 79’ |
| A               | 24 | Grzegorz Mielcarski | 82’      | 66’ |
| Allenatore:     |    |                     |          |     |
| Augusto Inácio  |    |                     |          |     |

### Ritorno
| Arbitro: | Rola (Santarém) |

|                   |           |                         |
| Domingos 19’, 53’ | Marcatori | 42’ Naybet 74’ Ouattara |

| Porto | Sporting CP |

#### Formazioni
| Porto           |    |                   |     |     |
|                 |    |                   |     |     |
| P               | 1  | Vítor Baía        |     |     |
| D               | 4  | Aloísio           |     |     |
| D               | 5  | Zé Carlos         | 46’ |     |
| D               | 7  | Carlos Secretário | 55’ |     |
| C               | 20 | Paulinho Santos   | 29’ |     |
| C               | 23 | Emerson           | 76’ |     |
| C               | 8  | Rui Barros        |     |     |
| C               | 13 | José Semedo       |     | 57’ |
| C               | 21 | Edmilson          |     |     |
| A               | 9  | Domingos          |     |     |
| A               | 11 | Ljubinko Drulović |     | 57’ |
| A disposizione: |    |                   |     |     |
| P               | 12 | Silvino           |     |     |
| D               | 2  | João Pinto        |     |     |
| D               | 22 | Jorge Costa       |     |     |
| C               | 10 | Russell Latapy    |     | 57’ |
| A               | 30 | António Folha     | 85’ | 57’ |
| Allenatore:     |    |                   |     |     |
| Augusto Inácio  |    |                   |     |     |

| Sporting Lisbona |    |                   |     |     |
|                  |    |                   |     |     |
| P                | 1  | Costinha          | 82’ |     |
| D                | 2  | Fernando Nélson   |     |     |
| D                | 3  | Noureddine Naybet |     |     |
| D                | 5  | Marco Aurélio     |     |     |
| D                | 23 | Pedro Barbosa     | 10’ | 55’ |
| C                | 13 | Luís Vidigal      |     | 25’ |
| C                | 4  | Oceano            | 52’ |     |
| C                | 8  | Pedro Martins     | 11’ |     |
| C                | 16 | Roberto Assis     |     | 45’ |
| A                | 14 | Emmanuel Amunike  |     |     |
| A                | 28 | Ahmed Ouattara    |     |     |
| A disposizione:  |    |                   |     |     |
| P                | 12 | Luís Vasco        |     |     |
| C                | 21 | Afonso Martins    |     | 45’ |
| C                | 22 | José Dominguez    | 39’ | 25’ |
| A                | 15 | Chiquinho Conde   |     |     |
| A                | 19 | Paulo Alves       |     | 55’ |
| Allenatore:      |    |                   |     |     |
| Carlos Queiroz   |    |                   |     |     |

### Ripetizione

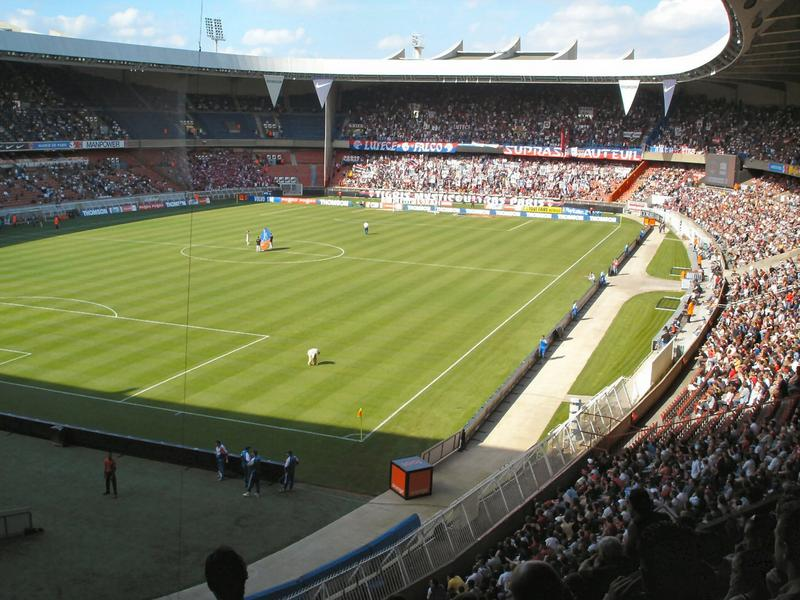
La gara di replay si è giocata al Parco dei Principi di Parigi

| Arbitro: | Silvestre (Setúbal) |

|  |           |                                    |
|  | Marcatori | 9’, 38’ Sá Pinto 86’ (rig.) Xavier |

| Porto | Sporting CP |

#### Formazioni
| Porto           |    |                   |     |     |
|                 |    |                   |     |     |
| P               | 12 | Silvino           | 86’ |     |
| D               | 7  | Carlos Secretário |     |     |
| D               | 4  | Aloísio           | 52’ |     |
| D               | 19 | João Manuel Pinto |     |     |
| D               | 3  | Rui Jorge         |     |     |
| C               | 8  | Rui Barros        |     | 64’ |
| C               | 20 | Paulinho Santos   |     |     |
| C               | 23 | Emerson           | 29’ |     |
| C               | 11 | Ljubinko Drulović |     |     |
| A               | 21 | Edmilson          |     | 70’ |
| A               | 9  | Domingos          | 46’ |     |
| A disposizione: |    |                   |     |     |
| P               | 35 | Vítor Baía        |     |     |
| D               | 2  | João Pinto        |     |     |
| D               | 25 | Manuel Matias     | 86’ | 70’ |
| C               | 18 | Bino              |     |     |
| A               | 30 | António Folha     |     | 64’ |
| Allenatore:     |    |                   |     |     |
| Bobby Robson    |    |                   |     |     |

| Sporting Lisbona |    |                   |     |     |
|                  |    |                   |     |     |
| P                | 1  | Costinha          |     |     |
| D                | 2  | Fernando Nélson   |     |     |
| D                | 3  | Noureddine Naybet |     |     |
| D                | 5  | Marco Aurélio     |     |     |
| D                | 26 | Luís Miguel       |     |     |
| C                | 13 | Luís Vidigal      |     |     |
| C                | 21 | Afonso Martins    |     | 88’ |
| C                | 25 | Emílio Peixe      |     | 70’ |
| C                | 23 | Pedro Barbosa     | 33’ | 37’ |
| A                | 7  | Ricardo Sá Pinto  |     |     |
| A                | 14 | Emmanuel Amunike  | 89’ |     |
| A disposizione:  |    |                   |     |     |
| P                | 24 | Tiago Ferreira    |     |     |
| C                | 9  | Ivajlo Jordanov   |     | 70’ |
| C                | 10 | Carlos Xavier     |     | 37’ |
| A                | 19 | Paulo Alves       |     | 88’ |
| A                | 28 | Ahmed Ouattara    |     |     |
| Allenatore:      |    |                   |     |     |
| Octávio Machado  |    |                   |     |     |